# Izzedine Umar Musa
Izzedine Umar Musa (arabisch عز الدين عمر موسى, DMG ʿIzz ad-Dīn ʿUmar Mūsā; * 1936 im Sudan) ist ein sudanesischer Historiker für islamische Geschichte und Hochschullehrer. Er ist der Dekan der Colleges für Strategische Studien der Naif Arab University for Security Sciences (NAUSS) in Riad, Saudi-Arabien. Er lehrte vorher als Professor für islamische Geschichte an der König-Saud-Universität. 
Er war einer der 138 Unterzeichner des offenen Briefes Ein gemeinsames Wort zwischen Uns und Euch (engl. A Common Word Between Us & You), den Persönlichkeiten des Islam an „Führer christlicher Kirchen überall“ (engl. "Leaders of Christian Churches, everywhere …") sandten (13. Oktober 2007).
Er war einer der Unterzeichner der Botschaft aus Amman (Amman Message).